# Hard to Do
«Hard to Do» (с англ. — «Трудно сделать») — песня американской певицы K. Michelle, вышедшая 17 апреля 2015 года на лейбле Atlantic Records в качестве четвёртого сингла из её второго студийного альбома Anybody Wanna Buy a Heart? (2014). Песня была написана Мишель, Бьянкой Аттерберри, Морисом Симмондсом, Джулианом Джексоном, Брайаном Джеймсом, Дженис Джонсон и Рафаэлем Садиком, а спродюсирована американским звукорежиссёром Soundz. «Hard to Do» — это соул-баллада с текстом, в котором речь идёт о тоске по партнёру после расставания и желании заняться с ним сексом. Один из комментаторов отметил, что мелодия сингла напоминает сингл американской девичьей группы Total «Kissin' You» с их альбома 1996 года с собственным названием.
Критики положительно отреагировали на песню «Hard to Do», отметив её содержание и вокал Мишель. Сингл занял 23 место в чарте Hot R&B Songs Billboard. Для продвижения сингла 18 мая 2015 года на канале VH1 было выпущено музыкальное видео. В клипе Мишель исполняет трек с различными экзотическими животными. Критики положительно отозвались о клипе, обратив внимание на сексуальный образ Мишель. Мишель исполнила песню «Hard to Do» на церемонии BET Awards 2015, в составе сета с американскими певицами Тэймар Брэкстон и Патти Лабелль, а также на радио Power 107 Bash.

## Запись и релиз
Песня «Hard to Do» была написана K. Michelle, Бьянкой Аттерберри, Морисом Симмондсом, Джулианом Джексоном, Брайаном Джеймсом, Дженис Джонсон и Рафаэлем Садиком, а продюсером выступил американский звукорежиссёр Soundz. Дерек Блайт сыграл на гитаре; вокал был спродюсирован Аттерберри и записан C Travis Kr8ts, при дополнительной помощи Джареда Линча и Soundz. Микшированием трека занимался Джейсен Джошуа при содействии Мэддокса Чхима и Райана Каула, а мастерингом — Дэвид Катч.
17 апреля 2015 года песня «Hard to Do» была выпущена в качестве четвёртого сингла со второго студийного альбома Мишель Anybody Wanna Buy a Heart? (2014); он был представлен как сингл после её предыдущих релизов «Love ’Em All», «Maybe I Should Call» и «Something About the Night».

## Композиция
«Hard to Do» — соул-баллада продолжительностью 3 минуты 58 секунд. Майк Васс из Idolator оценил трек как «ретро-ориентированный». Сара Годфри из The Washington Post посчитала, что мелодия сингла имеет «малейшее сходство» с синглом «Kissin' You» американской девичьей группы Total с их альбома 1996 года с собственным названием. Описывая сходство звучания, Годфри написала, что Мишель специально сделала так, чтобы слушатели чувствовали себя более комфортно с «более экспериментальным R&B» направлением альбома, «облегчая [им] звучание, заимствуя шёпот популярных песен и вставляя их в свои работы».
Текст песни повествует о том, как Мишель скучает по своему партнёру и хочет заняться с ним сексом. В припеве Мишель поёт: «Скучать по тебе трудно / Я лучше буду тра..ть тебя». Другие слова включают: «В последнее время я была в своих чувствах, имея дело с ежедневными мыслями о том, что мне не хватает тебя». Элиас Лейт и Стивен Дж. Хоровиц из Billboard интерпретировали сингл как сосредоточенный на «сожалении о расставании».

## Отзывы
После выхода «Hard to Do» получил положительные отзывы музыкальных критиков. Сара Годфри назвала сингл «уникально красивым», а сценарист The Rickey Smiley Show назвал его самым сильным треком с альбома. Майк Васс положительно отозвался о вокале Мишель на «Hard to Do» и описал песню как «ещё одну захватывающую, интенсивно автобиографическую (и откровенную) балладу».
6 июня 2015 года песня «Hard to Do» достигла пика на 23 месте в чарте Hot R&B Songs Billboard и оставалась в нём в течение семи недель. Обсуждая коммерческие показатели сингла, Морис Симмондс сказал: «Несмотря на то, что пластинка была синглом, я чувствую, что она не была достаточно сильно продвинута».

## Музыкальное видео
Музыкальное видео на песню «Hard to Do» было эксклюзивно выпущено на канале VH1 18 мая 2015 года, а на следующий день появилось на других цифровых платформах. Премьера клипа состоялась после эпизода американского реалити-шоу Love & Hip Hop: New York. Перед выходом клипа Мишель выложила на свой аккаунт в Instagram пятнадцатисекундный тизер, на котором были изображены её различные костюмы. Описывая видео, певица написала: «Бунтари!!! Я в восторге от видео #HardToDo! Для этого клипа я выхожу за рамки, и никогда ещё не чувствовала себя лучше!». 28 апреля 2015 года Мишель также опубликовала фотографию, на которой она позирует в ванной в стрингах и сетках; Майк Васс назвал это «потрясающим, учащающим пульс взглядом».
В клипе, снятом режиссёром Чайлдом Баския, Мишель носит откровенную одежду в сопровождении различных животных. Она поёт с зеброй в белой комнате, одетая в полосатый комбинезон, и выступает в ванной в окружении фламинго, одетая только в чёрные стринги и розовые перья. Мишель также демонстрирует борьбу и поцелуй с женщиной в грязи посреди ливня. Клип получил положительную оценку критиков из-за сексуальности Мишель, а Майк Васс назвал его самым сексуальным видео 2015 года. Эмили Тан из The Boombox написала, что певица выбрала «игривый путь» и «направила свою дикую сторону» через этот релиз. Тан интерпретировала акцент видео на животных как связь с сексуальным содержанием песни и тем, как Мишель «вступает в контакт со своими первобытными чувствами». Автор Singersroom посчитал, что концовка видео намекает на бисексуальность Мишель, а автор Rap-Up назвал видео «авангардным».

## Чарты

### Еженедельные чарты
| Чарт (2015)                         | Высшая позиция |
| ----------------------------------- | -------------- |
| США (Hot R&B Songs, Billboard)      | 23             |
| США (Billboard R&B/Hip-Hop Airplay) | 43             |